# Luto de corte
El luto de corte (o duelo de corte) es el conjunto de usos y costumbres realizados en la corte de un soberano, por mandato de este y como expresión del duelo de este por la muerte de otro príncipe.

## Historia
La emergencia del concepto de luto de corte va unido a la consolidación de la autoridad real en el siglo XVI.
En el siglo XVII supuso la formalización y reglamentación del luto de corte. En cortes como la francesa surgen grabados en que se muestran modelos de distintos trajes del luto de corte.
En el siglo XVIII el luto de corte alcanzó el cenit de su reglamentación. La reglamentación del luto de corte se produjo hasta principios del siglo XX y fue cambiando adaptándose lentamente al dictado de la moda.
Con la desaparición de muchas de las monarquías europeas en el siglo XX el luto de corte desapareció en estos países. En los países europeos con monarquía el concepto de luto de corte dejó paso al concepto de luto oficial.
En el Reino Unido el luto de corte, conocido como Court Mourning, pasó a denominarse Royal Mourning en la segunda mitad del siglo XX.

## Características
Cada una de las cortes dotaba al luto de corte de características concretas, pero pueden encontrarse características comunes:
1. Estaba fuertemente regulado.
2. Se graduaba según la cercanía del vínculo familiar del soberano con el príncipe fallecido. A mayor cercanía, mayor rigor en el luto.
3. En el momento de ordenarse, el soberano podía dividir el período de luto concreto en distintos subperíodos, ordenando un rigor vestimentario mayor en los subperíodos más cercanos al óbito, y una relajación en los más lejanos
4. Se llevaba durante un periodo de tiempo determinado en el momento de ser ordenado por el soberano.
5. Afectaba tanto a los servidores de la casa del soberano, como a cualquier otro que le visitara, así como sus palacios u otros príncipes de su casa.
6. Podía dividirse en distintos tipos según la proximidad temporal al óbito que lo originaba,

## Galería

Trajes de luto de corte
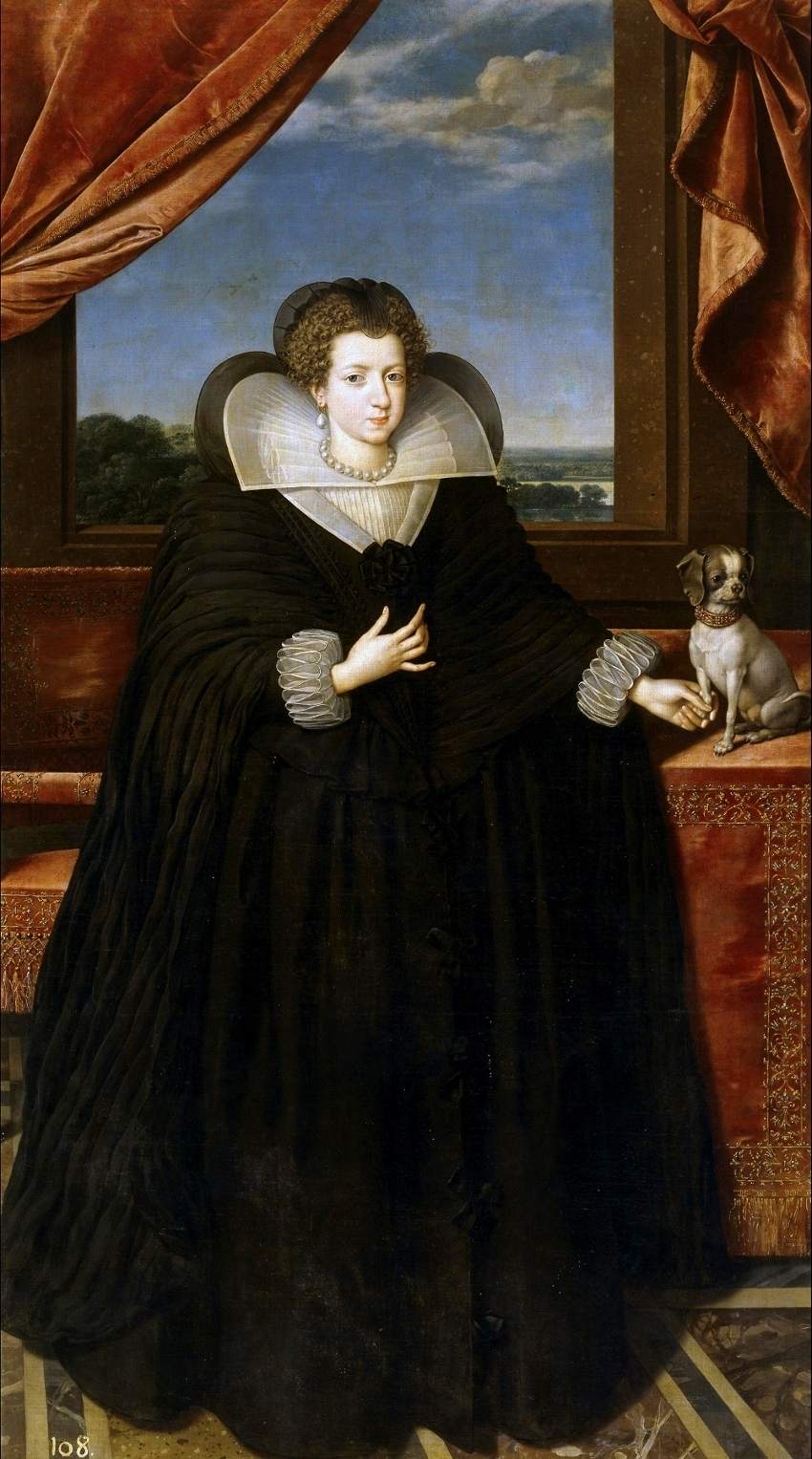
Ana de Austria en luto de la corte francesa por la muerte de su padre. (c.1621)
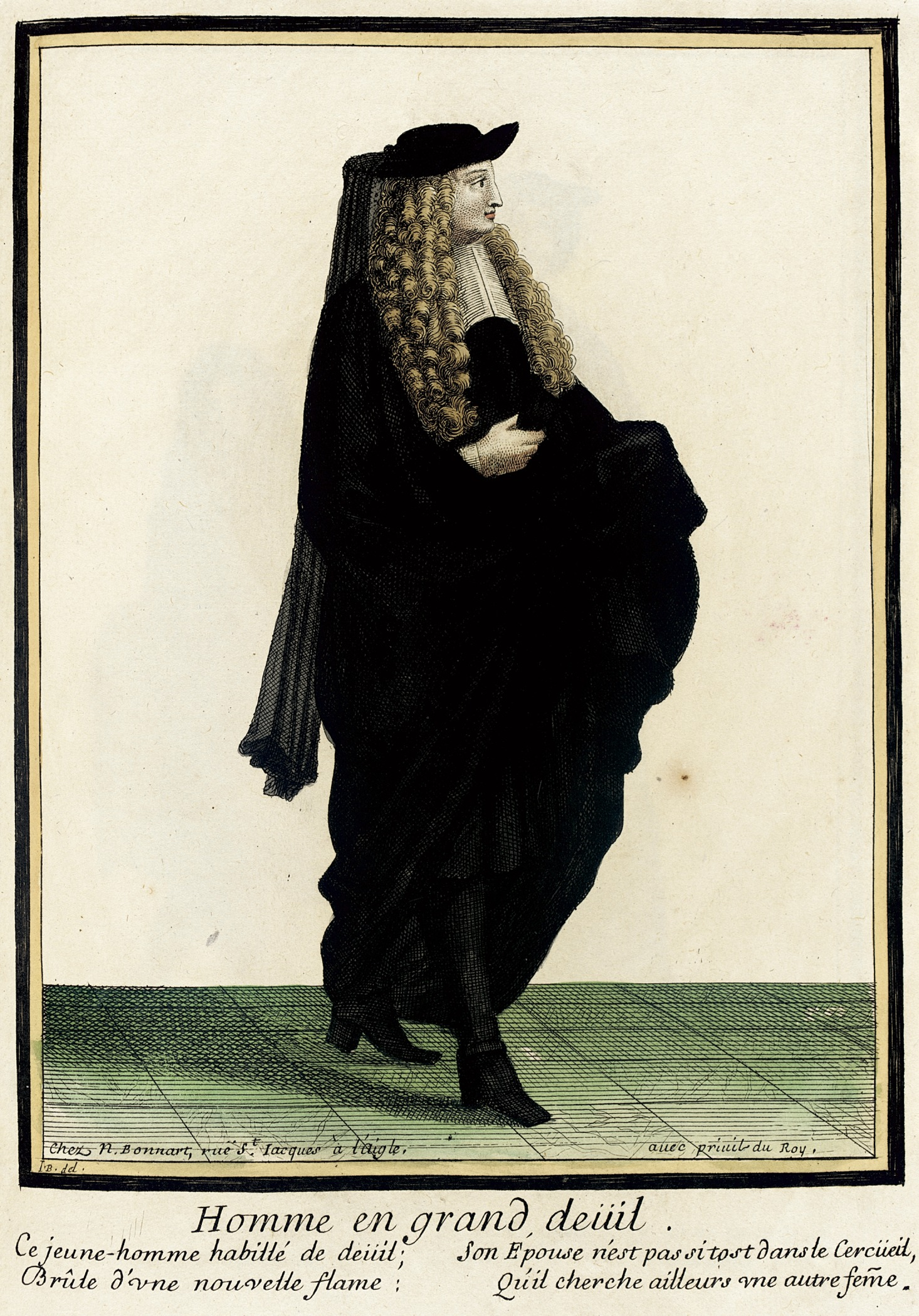
Gentilhombre francés en traje de grand deuil. (s. XVII)
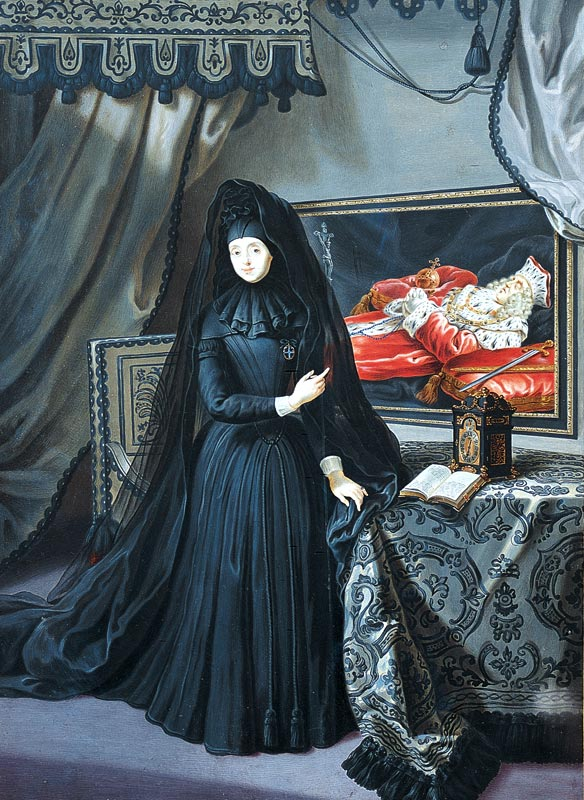
Ana María Luisa de Médici en traje de luto de corte riguroso por la muerte de su marido, Juan Guillermo del Palatinado. (1717)
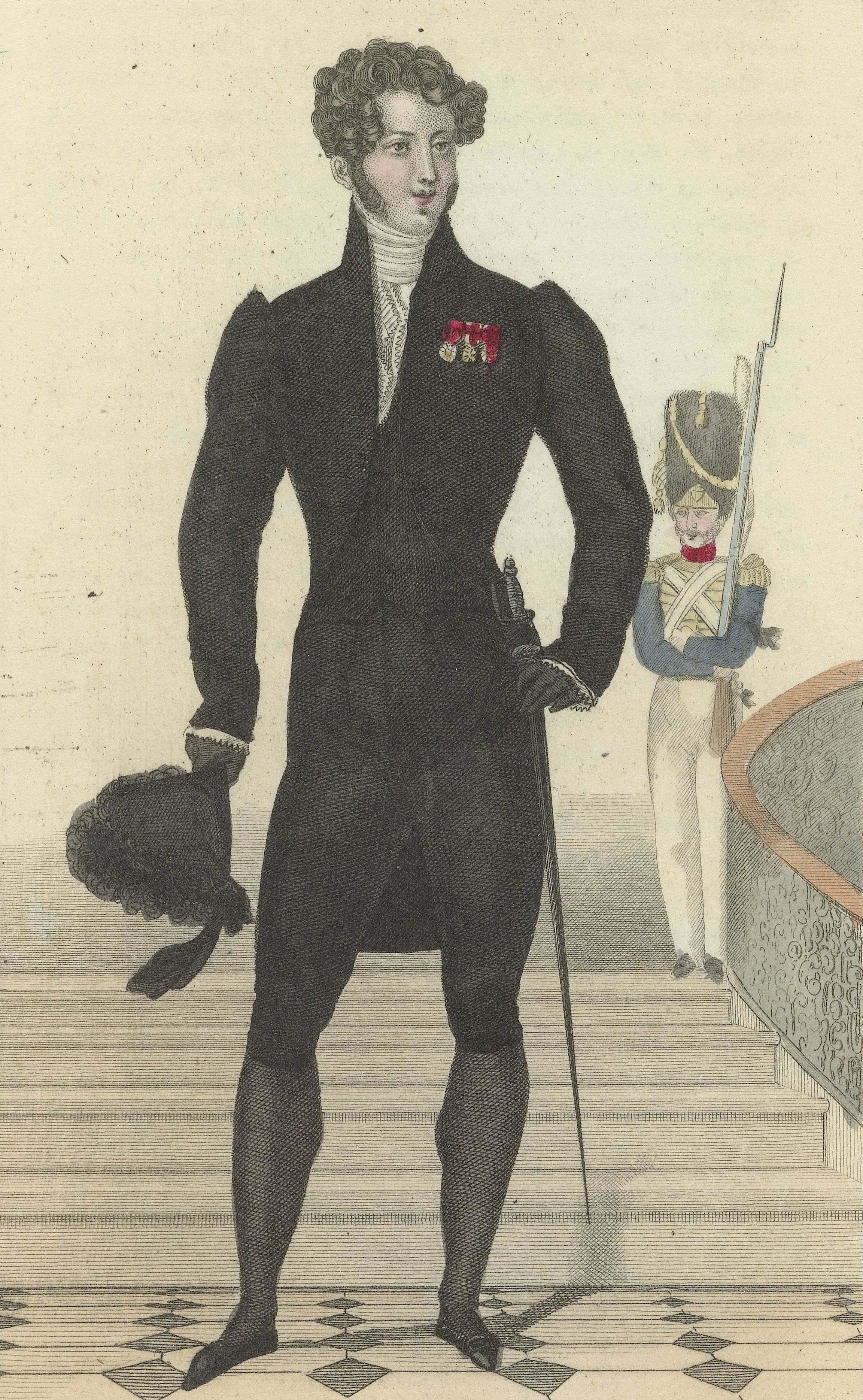
Traje masculino de luto de corte francés (1824)

### Individuales
1. ↑  «Corona's antecesors. Masks and epidemics at the Viennese Court 1500-1918». Kaiserliche Wagenburg Wien. 2020.
2. ↑  Walker, Mark. The ‘Melancholy Pompous Sight’: Royal Deaths and the Politics of Ritual in the Late Stuart Monarchy, c. 1685-1714 (Tesis). Universidad de Essex.
3. ↑  Paresys, Isabelle (3 de septiembre de 2019).  Beaulande-Barraud, Véronique, ed. La cour de France, fabrique de normes vestimentaires à l’époque moderne. Histoire. Presses universitaires de Rennes. pp. 223-238. ISBN 978-2-7535-6869-3. Consultado el 10 de diciembre de 2021.
4. ↑  «The dread of royal deaths». New-York Tribune Illustrated Supplement. p. 9.
5. ↑  Kyung-Hee, Kim. «A Study on the Patterns of the Late 19th Century Funerals». Journal of Fashion Business 7 (3): 1-3.
6. ↑  «Lord Chamberlain's Office, February 13, 1872». The London Gazette (23827). 13 de febrero de 1872. p. 549.
7. ↑  «Referencias al luto de corte o "Hof-trauer" en el diario oficial del Imperio austro-húngaro: "Wiener Zeitung"». ANNO, Biblioteca Nacional de Austria.
8. ↑  «Mourning. J8.128». The Queen's regulations for the army 1975.